# Sauromalus varius
Sauromalus varius är en ödleart som beskrevs av  Mary Cynthia Dickerson 1919. Sauromalus varius ingår i släktet Sauromalus och familjen leguaner. Inga underarter finns listade i Catalogue of Life.
Arten förekommer på Isla San Esteban och på andra öar i Californiaviken (Mexiko). Den vistas vid kusten och upp till 430 meter över havet. Sauromalus varius lever i klippiga områden med gräs och buskar. Exemplaren blir utan svans upp till 32,4 cm långa och kan väga 1,8 kg. De parar sig under våren och honor lägger under senare våren eller sommaren lägger honan cirka 22 ägg. Äggen kläcks efter ungefär 80 dagar och de nykläckta ungarna är i genomsnitt 7 cm långa och 14 g tunga. Antaglig fortplantar sig honor vart fjärde år. Individerna äter blad och frukter av olika växter som Olneya tesota, Perityle emoryi och arter av släktet Opuntia.
Sauromalus varius är känslig för torka. På ön introducerades svartråttor, katter och hundar men det är okänt hur de påverkar beståndet. IUCN listar arten som sårbar (VU).